# Marie-Florence Candassamy
Marie-Florence Candassamy (Paris, 26 de fevereiro de 1991) é uma esgrimista francesa.

## Carreira
Candassamy iniciou sua carreira na esgrima aos sete anos no Paris Université Club com o mestre de esgrima Tyssere e Antoine Philippe. Embora ainda seja mínima, seus resultados permitem que ela se atualize e atire com atletas da categoria cadete. Em 2014, obteve a sua primeira medalha internacional (prata) no Campeonato Europeu de Estrasburgo. Em 2019, conquistou o título de vice-campeã da Europa ao vencer na semifinal a polonesa Ewa Trzebińska, que terminou como medalhista de bronze. Em 2020, durante a Copa do Mundo de Cuba, voltou a subir ao pódio com a medalha de bronze nas provas individuais e coletivas.
Nos Jogos Olímpicos de Verão de 2024, em Paris, conquistou a medalha de prata na disputa de espada por equipes ao lado de Coraline Vitalis, Alexandra Louis-Marie e Auriane Mallo.